# Józef Beck
Józef Beck (['juzɛf 'bɛk]Józef Beckⓘ José Beck; (Varsovia, Polonia, 4 de octubre de 1894 - Stanesti, Rumanía, 5 de junio de 1944) fue un político Polaco. Entre el 2 de noviembre de 1932 y el 30 de septiembre de 1939 desempeñó el cargo de Ministro de Asuntos Exteriores de Polonia.

## Juventud y comienzos

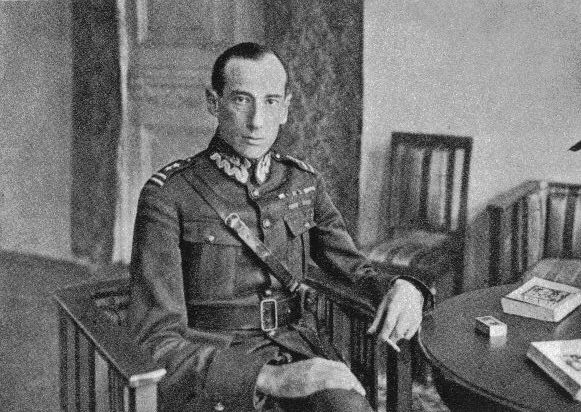
Józef Beck en 1926.

Cuando estalló la Primera Guerra Mundial Beck estaba estudiando en la facultad de ingeniería. Durante la guerra se afilió a la Organización Militar Polaca (Polska Organizacja Wojskowa, o POW), formación clandestina fundada en octubre de 1914 por Józef Piłsudski, futuro mariscal y jefe de estado polaco. Enrolado en 1914, Beck sirve hasta 1917 en la primera brigada de las Legiones Polacas y es edecán de Piłsudski. Cuando las Potencias Centrales arrestan a sus miembros Beck logra escapar.
Tras la independencia, Beck es nombrado comandante de una batería de artillería y pasa a formar parte del Alto Mando polaco. Entre 1922 y 1923 sirve como agregado militar en Francia, donde no es bien recibido.
En 1926 participa en el golpe militar que lleva al poder a Piłsudski.
De 1926 a 1930 es jefe del estado mayor del ministerio de asuntos militares y, de 1930 a 1932, como vice primer ministro y viceministro de exteriores.

## Ministro de exteriores
Viceministro de exteriores desde 1930, Beck llega al ministerio como hombre de confianza de Piłsudski.
Al frente del ministerio a lo largo de la mayor parte de la década de los años treinta, Beck se caracterizó por su trato altivo y cortante con sus interlocutores extranjeros, lo que le convirtió en un personaje impopular tanto entre sus colegas en la Sociedad de Naciones como ante Francia y Gran Bretaña, las principales potencias occidentales hasta el resurgir alemán.

### Polonia como gran potencia y la Tercera Europa
Beck llegó al ministerio en noviembre de 1932 y su nombre quedó pronto asociado a la política exterior polaca de la década, hasta la derrota del país en la Segunda Guerra Mundial. Esta política consistía en reclamar para la nación el puesto de gran potencia en la política europea y mantener unas relaciones igual de buenas y distantes con sus grandes vecinos al este (la Unión Soviética) y al oeste (Alemania). Para lograr la posición de gran potencia, tanto Pilsudski como más tarde Beck trataron, desde 1931, de construir un bloque de países (la llamada Tercera Europa) aliados con las naciones del este europeo, entre Alemania y la Unión Soviética. Dadas las grandes diferencias políticas entre vecinos, solo un cierto anticomunismo y el miedo a caer bajo el poder de alguna potencia europea unía a todos estos países, dificultando el objetivo de Beck.

### Acercamiento a Alemania

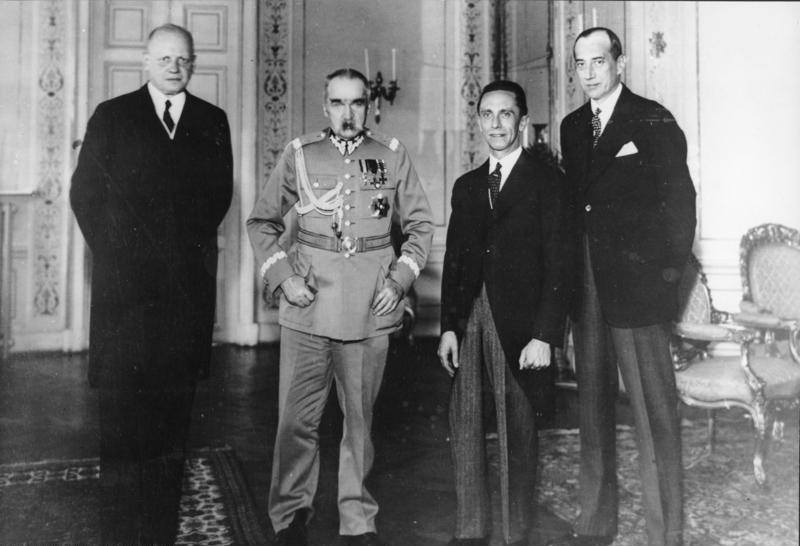
De izquierda a derecha:Von Moltke, embajador alemán en Polonia, el mariscal Piłsudski, el ministro de propaganda alemán Goebbels y Beck, en 1934, año de la firma del tratado de no agresión entre los dos países.

Ante la postura ambigua de Francia y Gran Bretaña, que aparecían dispuestas a realizar concesiones para apaciguar al nuevo canciller Hitler, Piłsudski decidió lograr la aclaración de las relaciones con Alemania, antes de que un acuerdo entre las potencias occidentales pudiese empeorar la posición polaca. Para ello se llevaron a cabo negociaciones secretas con Hitler a la vez que se daba la impresión de estar dispuestos para realizar una intervención militar si no mejoraban las relaciones entre los dos países.
En mayo de 1933, una entrevista entre el canciller alemán y un representante polaco logró la mejora inmediata de relaciones, que culminó en enero de 1934 en la firma del pacto de no agresión entre las dos naciones.

### Tras la muerte de Pilsudski
Tras la muerte del Mariscal, un conjunto de sus colaboradores pasó a ejercer el poder. La figura más destacada de entre ellos fue Beck.

### La crisis checoslovaca
Cuando la crisis entre Alemania y Checoslovaquia se acentuó en la primavera de 1938, Beck quedó convencido de la falta de intención de las potencias occidentales y la Unión Soviética de intervenir del lado checoslovaco, decidiendo cooperar con Alemania de manera indirecta, a cambio de ciertas compensaciones. Hitler, interesado al principio con la posibilidad de lograr la cooperación polaca en su disputa con Checoslovaquia, perdió interés en su apoyo cuando quedó claro que Francia y Gran Bretaña estaban dispuestas a aceptar sus exigencia, haciendo innecesario el apoyo polaco.
Beck presentó un ultimátum a Checoslovaquia a finales de septiembre, independientemente de las exigencias alemanas y con la intención de no aparecer como un títere e Hitler, por el que logró pequeñas concesiones territoriales. La crisis, sin embargo, no se resolvió satisfactoriamente para Polonia: Hungría, tradicional aliado, acudió a los oficios del Eje para lograr parte de sus ambiciones territoriales (Primer arbitraje de Viena) y Francia y Gran Bretaña vieron con malos ojos el apoyo polaco a Hitler durante la crisis.

### Danzig y el desencadenamiento de la guerra mundial

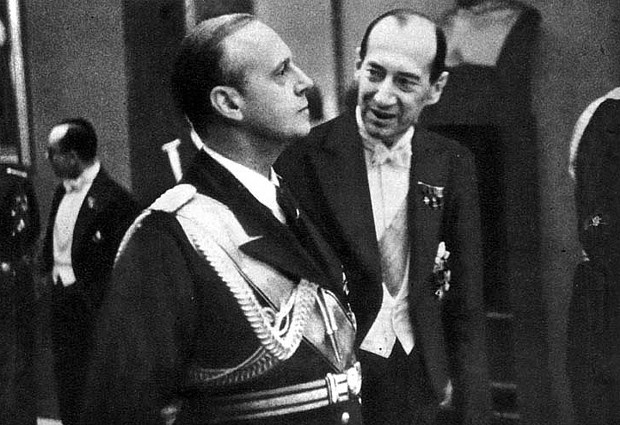
Beck, derecha, junto al ministro de exteriores alemán Ribbentrop en la visita de este a Polonia en enero de 1939.

Tras lograr la anexión de las zonas fronterizas checas y la neutralización política y militar de Checoslovaquia, Danzig pasó a ser el siguiente objetivo de Hitler. A pesar de sus deseos de mantener las buenas relaciones con los alemanes, Beck hubo de reconocer el empeoramiento de la situación. El 10 de noviembre de 1938 las autoridades de la ciudad libre aprobaron leyes similares a las de Núremberg. Aun así, en diciembre aún estaba convencido de la posibilidad de evitar la crisis debida a la ciudad entre los dos países y la posibilidad de mantener buenas relaciones con Alemania. En su reunión con Hitler en enero de 1939 este trató de calmar las inquietudes del ministro polaco, dejando que fuese el ministro de exteriores Ribbentrop quien reclamase la vuelta de Danzig a poder alemán y rechazando una solución por la fuerza.
La ocupación alemana del resto de Bohemia y Moravia a mediados de marzo sin consultar al gobierno polaco y la de Memel una semana después volvieron a avivar los miedos polacos. La ocupación húngaro-polaca de Rutenia el 16 de marzo de 1939 que creó una frontera común entre ambos países fue una pobre compensación.
La conversación entre Ribberntrop y el embajador polaco en Berlín el 21 de marzo de 1939 en que el primero exigió la resolución de las diferencias entre los dos países se consideró un ultimátum alemán. Beck decidió mantener al posibilidad de un acuerdo con los alemanes, pero sin ceder en los derechos polacos, rechazando admitir exigencias.
El 31 de marzo de 1939 el primer ministro británico Neville Chamberlain anunció al parlamento la concesión de una garantía a Polonia, con la que se trataba de evitar que sufriese un ataque alemán, aunque el gesto era puramente político y no fue seguido de medidas económicas ni militares para reforzar a Polonia frente a Hitler. Beck, aún confirmando la disposición de Polonia a considerar el acuerdo bilateral y a ayudar a Gran Bretaña en caso de ser atacada, seguía pensando a comienzos de abril que el acuerdo con Alemania era posible sin perjudicar los intereses polacos ni claudicar ante Hitler. Su actitud negativa ante la posibilidad de crear un frente de oposición a Alemania que incluyese a los países vecinos, especialmente de la Unión Soviética, acabó no obstante con las esperanzas de formar un "frente oriental".
Hacia julio Beck tenía la seguridad de que ni Francia ni Gran Bretaña tenían previsto prestar ayuda a Polonia en caso de sufrir un ataque alemán. La ayuda financiera y material antes de septiembre de 1939 fue nula.

#### El pacto germano-soviético y la situación en vísperas de la guerra

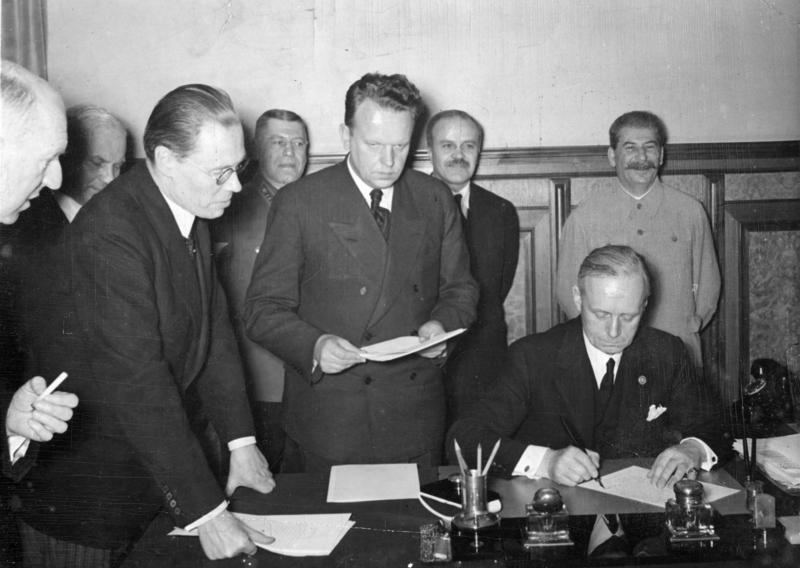
Ribbentrop firmando el Tratado Germano-Soviético de Amistad, Cooperación y Demarcación con Stalin al fondo, 28 septiembre 1939

Mientras, los polacos eran hostiles a las conversaciones entre Francia y Gran Bretaña con la Unión Soviética, convencidos de poder obtener su ayuda una vez comenzada la guerra y no deseando llegar a ningún acuerdo previo.
Tras años de política nacionalista y antisoviética, Beck fue incapaz de cambiar de actitud y buscar un acercamiento con la Unión Soviética. El acuerdo entre Alemania y los soviéticos a finales de agosto, que supuso el fracaso de las conversaciones con franceses y británicos, no supuso un cambio de actitud, sino una confirmación de sus sospechas hacia los soviéticos. Beck no admitió que el acuerdo entre soviéticos y alemanes sellaba el fracaso de su política de equilibrio entre sus poderosos vecinos. Para entonces Polonia no contaba con aliados eficaces: británicos y franceses no habían pasado de las declaraciones de apoyo, los lituanos, forzados en la primavera de 1938 a restablecer relaciones con Polonia, declararon su neutralidad; los soviéticos, a pesar de sus declaraciones tranquilizadoras, se habían alineado con Alemania; Rumanía había sido descartada como aliada por el propio Beck, Eslovaquia estaba dispuesta a prestar su territorio al ejército alemán y solo Hungría parecía dispuesta a ayudar tímidamente a Polonia, negando el uso de sus ferrocarriles y territorio a los germanos.

## La guerra mundial

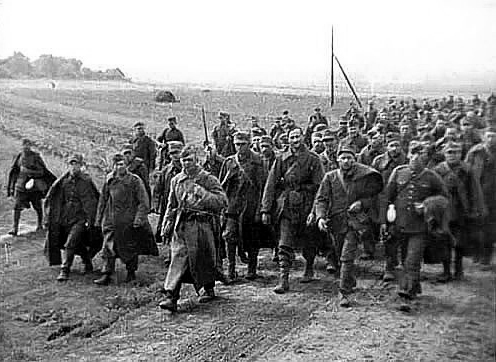
Prisioneros polacos capturados por el Ejercito Rojo tras la invasión soviética de Polonia, septiembre de 1939

Tras el ataque alemán el 1 de septiembre de 1939 en el que la dureza y velocidad del golpe sorprendieron a los polacos, Beck y los generales siguieron confiando en un decidido ataque contra el flanco occidental alemán por parte de Francia y Gran Bretaña, acompañado de bombardeos masivos que librasen a Polonia de lo que comenzaba a parecer, a los pocos días del embate germano, una próxima derrota polaca. Británicos y franceses ya habían mostrado en sus conversaciones militares con los polacos su poca disposición a atacar Alemania aunque su falta de claridad permitió a los polacos mantener la ilusión infundada.
Tras la derrota e invasión de Polonia por las tropas alemanas, hecho desencadenante de la Segunda Guerra Mundial, los oficiales polacos huyeron del país y consiguieron refugiarse en Hungría y Rumanía, país al que se desplaza Beck, y en el que pasa el resto de la guerra, y en donde muere a los 50 años, probablemente a causa de una tuberculosis.
Se lo consideró un estadista intransigente. El Reino Unido criticó su negativa a dejar pasar al Ejército Rojo para que se estableciera en territorio polaco para llevar a cabo una demostración de fuerza contra Alemania. Beck opinaba que una vez en territorio polaco, los soviéticos se quedarían, como así sucedió tras invadir la URRS Polonia el 17 de septiembre de 1939.

## Legado

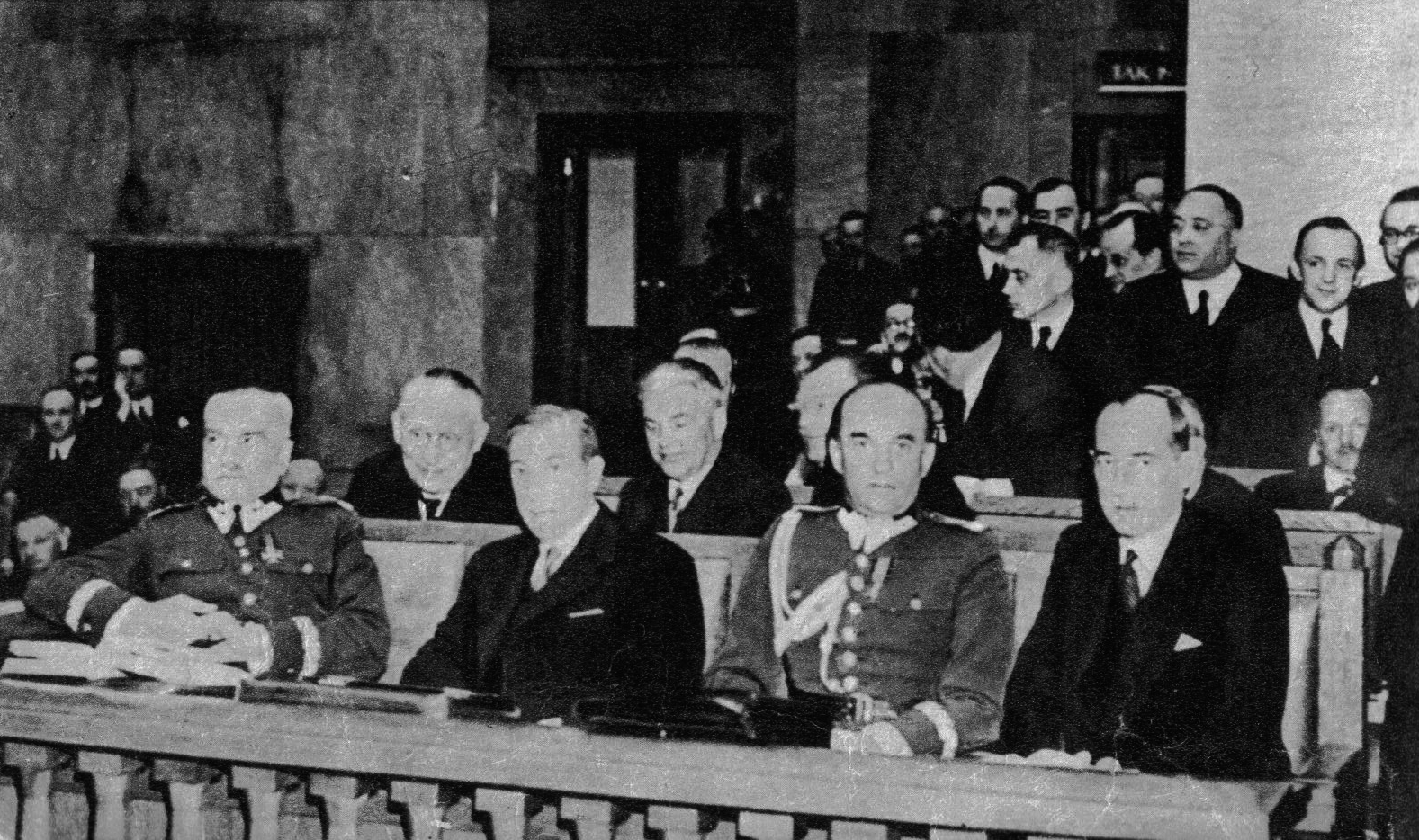
Beck, primero por la derecha, junto a otros miembros del gobierno, en el parlamento

Se considera a Beck habitualmente desde dos perspectivas distintas, por un lado el ministro de exteriores que llevó a cabo una política que a veces pareció favorecer a la Alemania nazi, más alejada de la tradicional alianza francesa que la de sus predecesores, irreal en su altivez de considerar a Polonia como una potencia que no tenía y, en su rechazo a cualquier acuerdo con la Unión Soviética, uno de los causantes del acercamiento de esta a Hitler al comienzo de la guerra mundial. Su política de equilibrio entre Hitler y Stalin fracasó.
Por otro lado, se lo recuerda también como el valiente ministro de Exteriores que se negó a ceder ante las exigencias de Hitler, en contraste con las actitudes anteriores en política internacional de otros representantes durante la crisis checoslovaca. Es famoso su discurso del 5 de mayo de 1939 cuando respondiendo a la intervención de Adolf Hitler declaró en el Sejm:

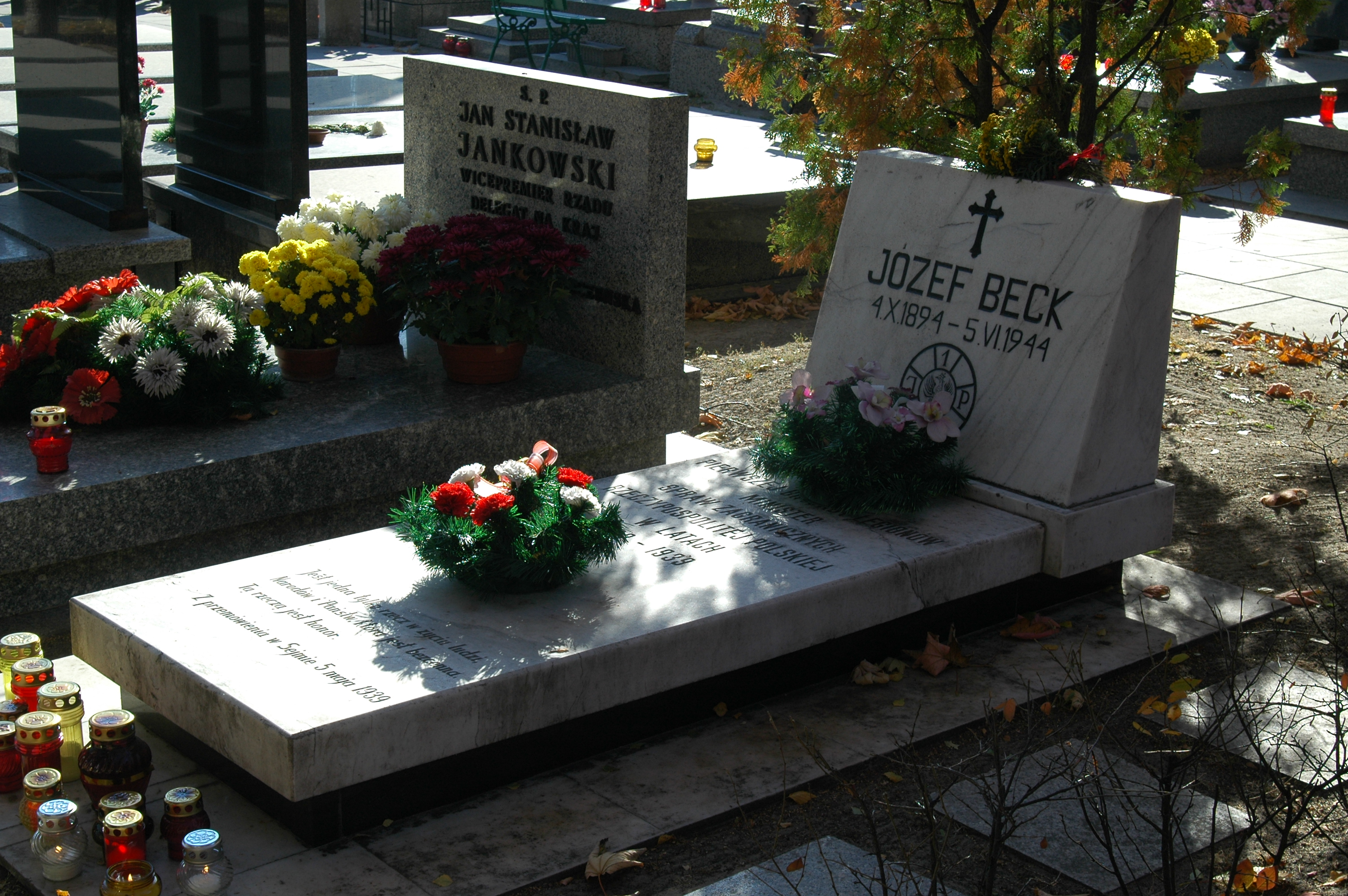
Tumba de Józef Beck en el cementerio Powazki de Varsovia.

La paz es una cosa preciada y requerida. Nuestra generación, desangrada en guerras, merece la paz seguramente. Pero la paz, como casi todas las cosas de este mundo, tiene un precio, alto, pero mensurable. Nosotros en Polonia no conocemos el concepto de la paz a cualquier precio. Hay sólo una cosa en la vida de la gente, de las naciones y de los países, que no tiene precio. Esta cosa es el honor.